# Марк Минуций Руф (консул 221 года до н. э.)
Марк Мину́ций Руф (лат. Marcus Minucius Rufus; погиб 2 августа 216 года до н. э.) — римский военачальник и политический деятель из плебейского рода Минуциев, консул 221 года до н. э., начальник конницы и диктатор в 217 году до н. э. Участник Второй Пунической войны.

## Происхождение
Марк Минуций принадлежал к плебейскому роду, возвысившемуся до консулата в 305 году до н. э. Согласно Капитолийским фастам, у отца и деда Марка Минуция был преномен Гай.

## Биография
В 221 году до н. э. Марк Минуций занимал должность консула вместе с патрицием Публием Корнелием Сципионом Азиной. Коллеги возглавили армию в войне с пиратствовавшими в Адриатическом море истрийцами, и подчинили этот народ Риму — по всей видимости, ненадолго.
Следующее упоминание о Марке Минуции в источниках относится к 217 году до н. э., когда на территории Италии шла война с Ганнибалом. Один из консулов Гай Фламиний погиб вместе со всей армией в битве при Тразименском озере, и тогда сенат и народное собрание решили прибегнуть к диктатуре. Поскольку второй консул был в Ариминуме, этими выборами впервые в истории республики занялся народ. Комиции назначили диктатором Квинта Фабия Максима, а начальником конницы — Марка Минуция. До этого начальники конницы всегда назначались самими диктаторами, но на этот раз, видимо, изменение процедуры было необходимо для достижения компромисса между противоборствующими группировками в сенате.
Квинт Фабий применил новую тактику: он следовал за противником, не давая ему больших сражений, но активно действуя на его коммуникациях, уничтожая мелкие отряды и обеспечивая необходимым боевым опытом своих новобранцев. Это была война на истощение, в которой Рим обладал преимуществом, поскольку располагал богатыми людскими и материальными ресурсами Италии. Но такая тактика была рассчитана на долгий срок, и у неё было много противников среди римлян: Ганнибал получал относительную свободу действий, чтобы грабить страну, и поведение Фабия могло выглядеть как проявление слабости, трусости и неспособности защитить союзников Рима.
Марк Минуций возглавил армейскую оппозицию тактике диктатора: он открыто называл Квинта Фабия трусом и лентяем. В конце концов Максим под предлогом жертвоприношений был отозван на время из армии, и командование перешло к Руфу. Начальник конницы смог нанести врагу серьёзные потери в относительно крупной стычке, и это вызвало в Риме большое воодушевление. Тогда народный трибун Марк Метилий предложил уравнять начальника конницы в правах с диктатором; народное собрание приняло это предложение, фактически означавшее восстановление коллегиальности.
Марк Минуций предложил Квинту Фабию командовать армией поочерёдно, но тот настоял на разделении войск, так что каждый получил два легиона. Совсем скоро карфагеняне спровоцировали Руфа на сражение, в котором римлян неожиданно атаковали из засады; в этот момент Максим пришёл на помощь коллеге, и Ганнибал предпочёл увести войска. После столь явной победы Фабия Марк Минуций добровольно отказался от недавно полученных прав и вернулся к прежним обязанностям обычного начальника конницы. По истечении шестимесячного срока командование снова перешло к консулам.
В 216 году до н. э. Марк Минуций сражался при Каннах и там погиб.